# Île de loisirs de Vaires-Torcy
L'Île de loisirs de Vaires-Torcy è un parco pubblico situato nei comuni di Vaires-sur-Marne e Torcy, nel dipartimento del Senna e Marna. È uno delle 12 île de loisirs (parchi per attività ricreative e sportive) situati nella regione dell'Île-de-France. Il parco è visitato annualmente da oltre 600 000 persone; il 23% delle presenze è concentrato nei mesi di luglio e agosto e il 62% dei visitatori proviene da uno dei comuni situati a meno di 10 km dal parco.

## Storia
Il parco venne realizzato sul sito di una ex cava di sabbia gestita prima dalla società Vallet-Saunal e poi dalla società Morillon-Corvol. La zona del parco situata nel comune di Torcy fu inaugurata nel 1980, mentre quella situata nel comune di Vaires-sur-Marne venne aperta al pubblico nel 1990. Nel 1995 il bacino artificiale del parco è stato usato come campo di regata per una tappa della Coppa del mondo di canottaggio.
Tra il 2016 e il 2019, in vista dei Giochi olimpici di Parigi 2024, il campo di regata è stato rinnovato ed è stato realizzato un impianto per la pratica della canoa discesa, ad un costo di 101 milioni di euro. Tra il 27 luglio e il 10 agosto 2024 l'impianto ha ospitato le gare di canottaggio e canoa/kayak dei Giochi della XXXIII Olimpiade, mentre tra il 30 agosto e l'8 settembre ha ospitato le gare di canoa e canottaggio dei XVII Giochi paralimpici estivi.

## Caratteristiche
Il parco occupa una superficie totale di 3,5 km² ed è composto da due zone che sono separate dal fiume Marna: la zona nel comune di Torcy ha un'estensione di 1,5 km² e ospita una spiaggia pubblica, aperta durante il periodo estivo, un campo da golf e un pony club; la zona nel comune di Vaires-sur-Marne ha un'estensione di 2 km² e ospita un campo sportivo polivalente e il campo di regata per canottaggio e canoa/kayak, denominato "stadio nautico di Vaires-sur-Marne" (in francese stade nautique de Vaires-sur-Marne).
L'impianto per il canottaggio e la canoa velocità è formato da uno specchio d'acqua di 900000 m² e può ospitare 24 000 spettatori, di cui 14 000 nelle tribune. L'impianto per la canoa discesa è dotato di due percorsi, uno per le gare lungo 300 metri e uno per il riscaldamento lungo 150 metri, e dispone di cinque pompe in grado di mettere in movimento 14 m³ di acqua al secondo.

## Galleria d'immagini

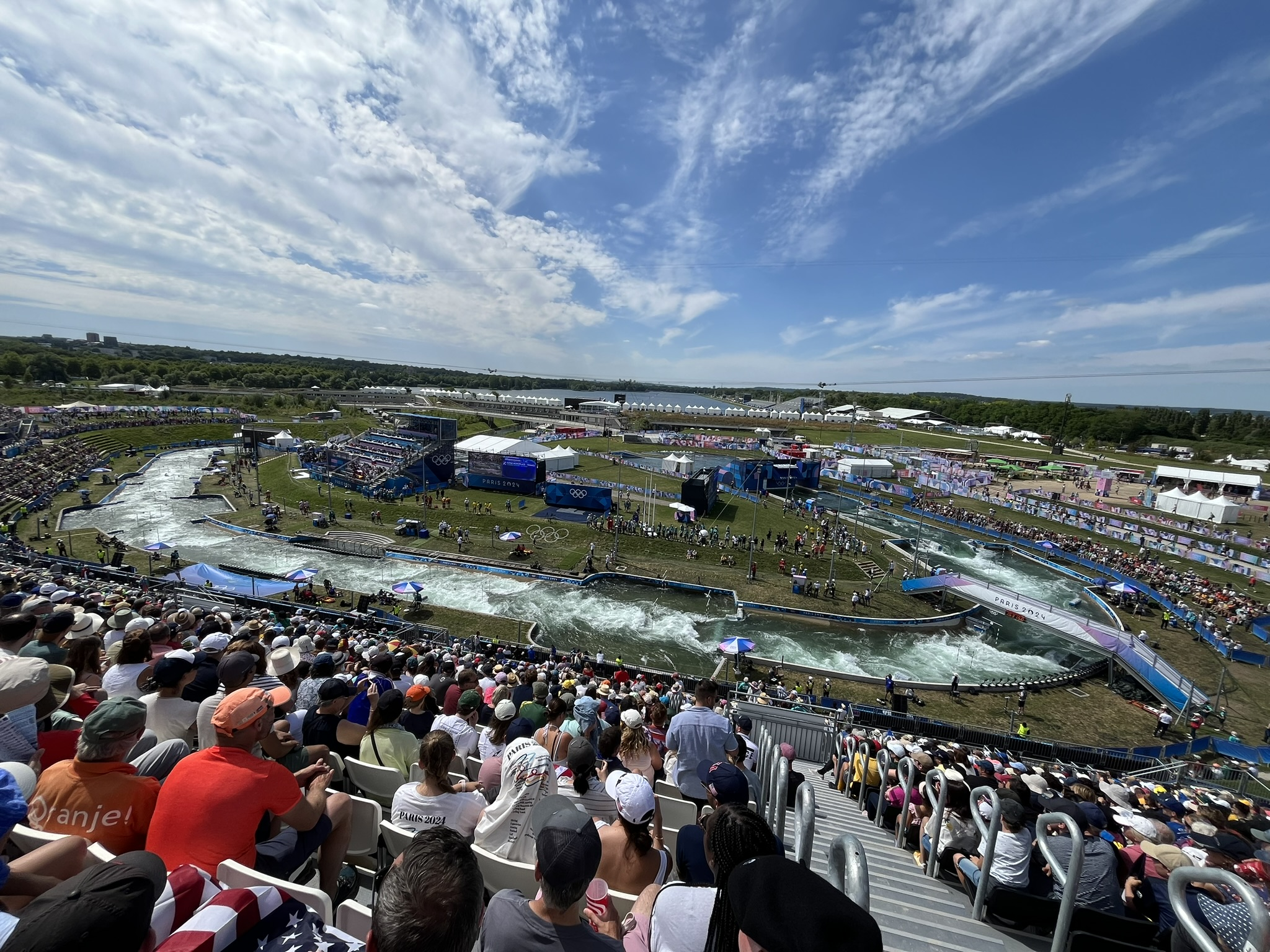
L'impianto per la canoa discesa durante le Olimpiadi del 2024
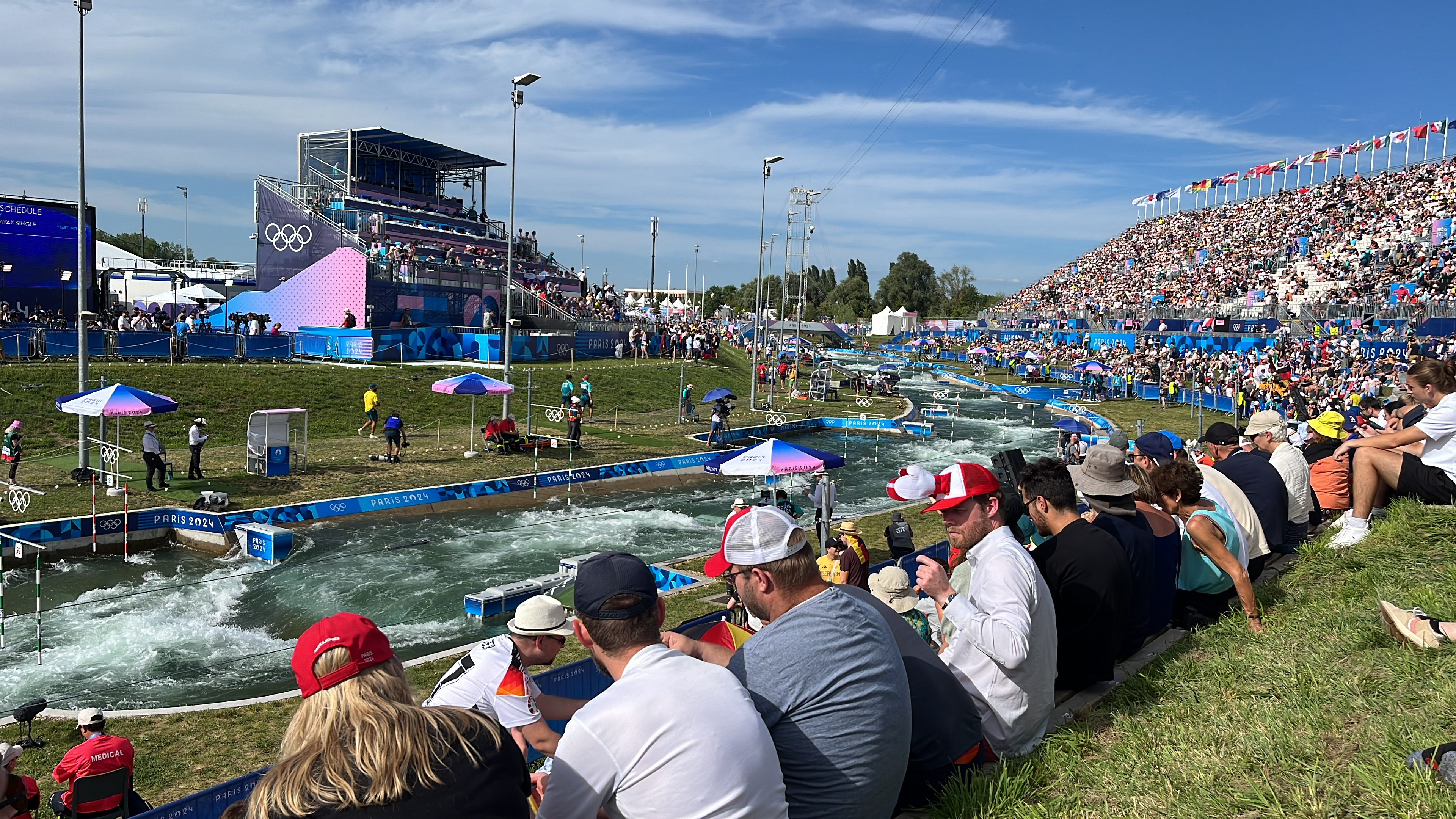
L'impianto per la canoa discesa durante le Olimpiadi del 2024
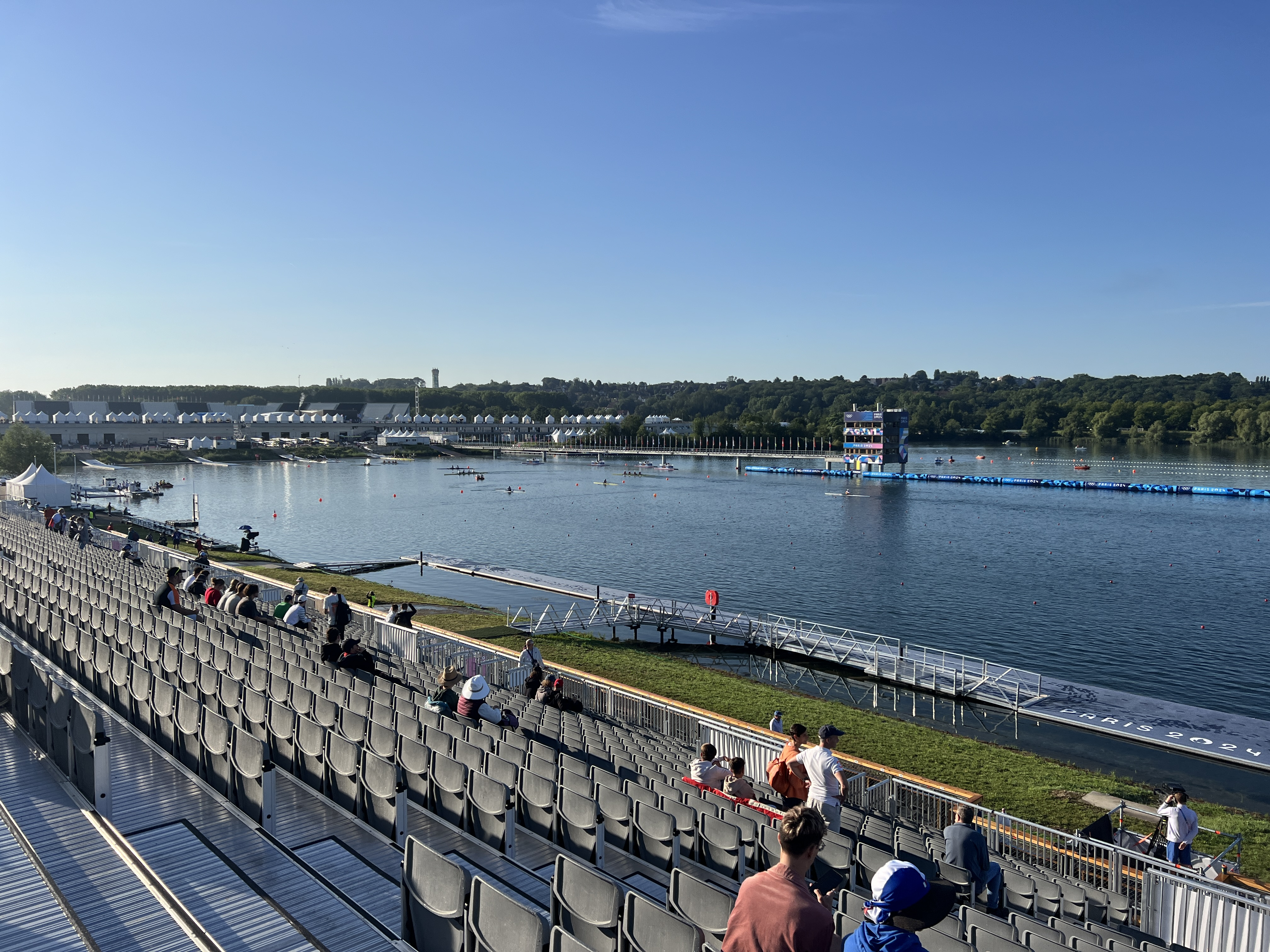
L'impianto per il canottaggio durante le Olimpiadi del 2024
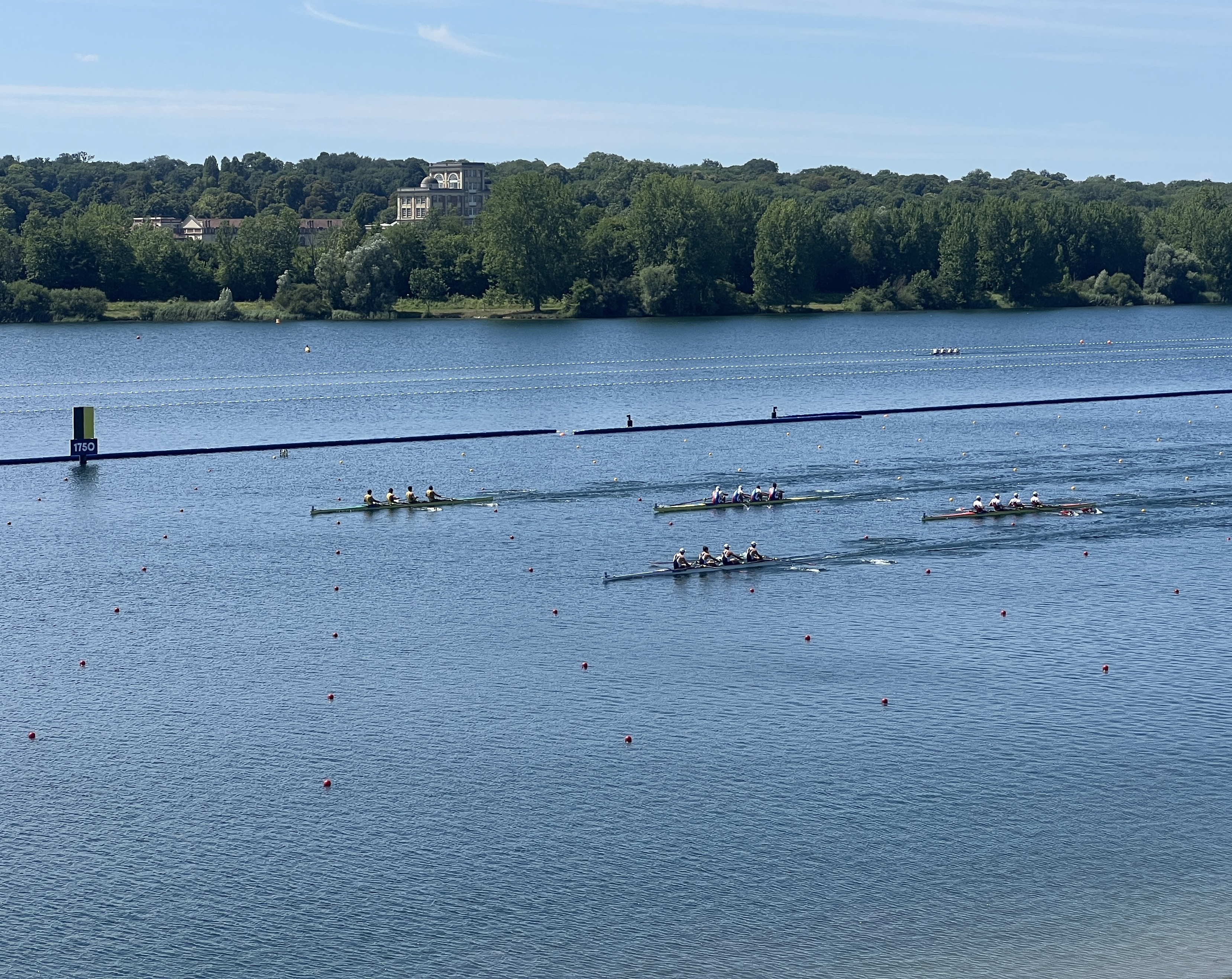
L'impianto per il canottaggio durante le Olimpiadi del 2024
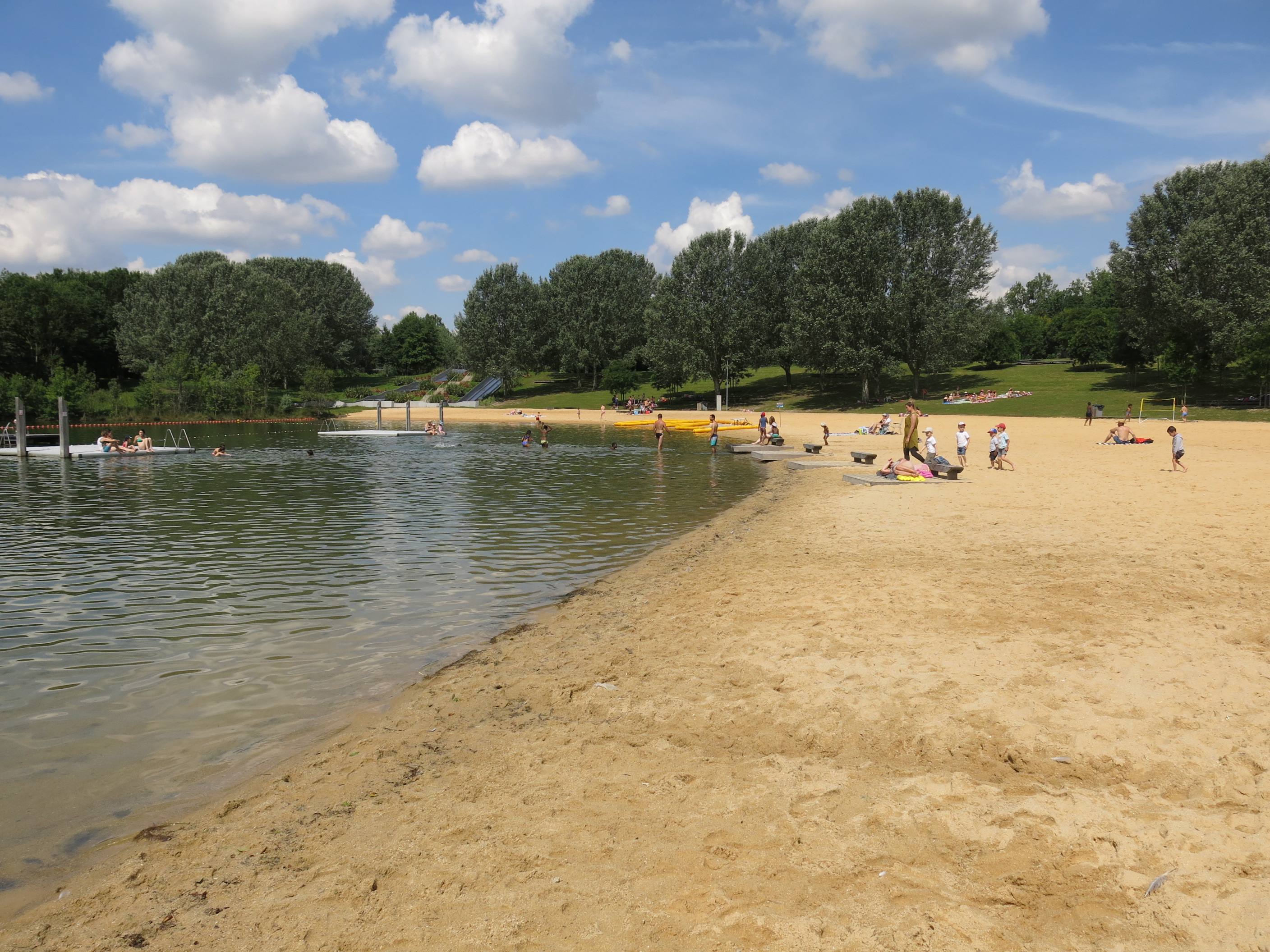
La spiaggia pubblica del parco nel 2016